# Reprezentacja Belgii na żużlu
Reprezentacja Belgii na żużlu – grupa żużlowców reprezentujących Królestwo Belgii w sportowych imprezach międzynarodowych. Za jej funkcjonowanie odpowiedzialny jest Fédération Motocycliste de Belgique (FMB).

## Kadra
Ostatnim reprezentantem Belgii nominowanym do występu w zawodach rangi FIM był Wim Kennis, miało to miejsce w 2009 roku. W 2023 roku sześciu belgijskich żużlowców rywalizowało w turniejach towarzyskich rangi krajowej i amatorskiej rozgrywanych na jedynym czynnym torze w tym kraju, w Heusden-Zolder. 